# Telenești (arrondissement)
Telenești is een arrondissement van Moldavië. De zetel van het arrondissement is Telenești. Het arrondissement ongeveer 70.000 inwoners.
In het arrondissement, kreeg de Communistische Partij 42,32% van alle stemmen, net meer dan de Democratische Partij van Moldavië, dat 38,49% van alle stemmen kreeg.
De 31 gemeenten, incl. deelgemeenten (localitățile), van Telenești:
- Bănești, incl. Băneștii Noi
- Bogzești
- Brînzenii Noi, incl. Brînzenii Vechi
- Budăi
- Căzănești, incl. Vadul-Leca en Vadul-Leca Nou
- Chiștelnița
- Chițcanii Vechi, incl. Chițcanii Noi
- Cîșla
- Ciulucani
- Codrul Nou
- Coropceni
- Crăsnășeni
- Ghiliceni, incl. Cucioaia en Cucioaia Nouă
- Hirișeni
- Inești
- Leușeni
- Mîndrești, incl. Codru
- Negureni, incl. Chersac en Dobrușa
- Nucăreni
- Ordășei
- Pistruieni, incl. Hîrtop en Pistruienii Noi
- Ratuș, incl. Mîndra, Sărătenii Noi, Zăicani en Zăicanii Noi
- Sărătenii Vechi, incl. Zahareuca
- Scorțeni
- Suhuluceni, incl. Ghermănești
- Telenești, met de titel orașul (stad), incl. Mihălașa en Mihălașa Nouă
- Țînțăreni
- Tîrșiței, incl. Flutura
- Văsieni
- Verejeni
- Zgărdești, incl. Bondareuca en Ciofu.